# Мегабилки
Мегабилките са група тревисти многогодишни диви цветя, растящи в новозеландските субантарктически острови. Те се характеризират с големия си размер, с огромни листа и много големи и често необичайно оцветени цветя, които са се превърнали в адаптация към суровите метеорологични условия на островите.
Животновъдството, въведено на островите през 19-ти век, силно намалило популацията на мегабилки до такава степен, че към края на 20-ти век мегабилките са заплашени от изчезване. След отстраняването на добитъка през 1993 г. мегабилките се възстановяват успешно и драстично.

## Галерия
- Bulbinella rossii, Stilbocarpa polaris и два вида на Pleurophyllum
- B. rossii, Anisotome latifolia и Pleurophyllum
- B. rossii
- A. latifolia and B. rossii
- Pleurophyllum speciosum
- Pleurophyllum hookeri и B. rossii
- Хибрид между P. hookeri и P. speciosum
- S. polaris и B. rossii
- Gentianella antarctica
- Gentianella concinna